# Ksawery Liske

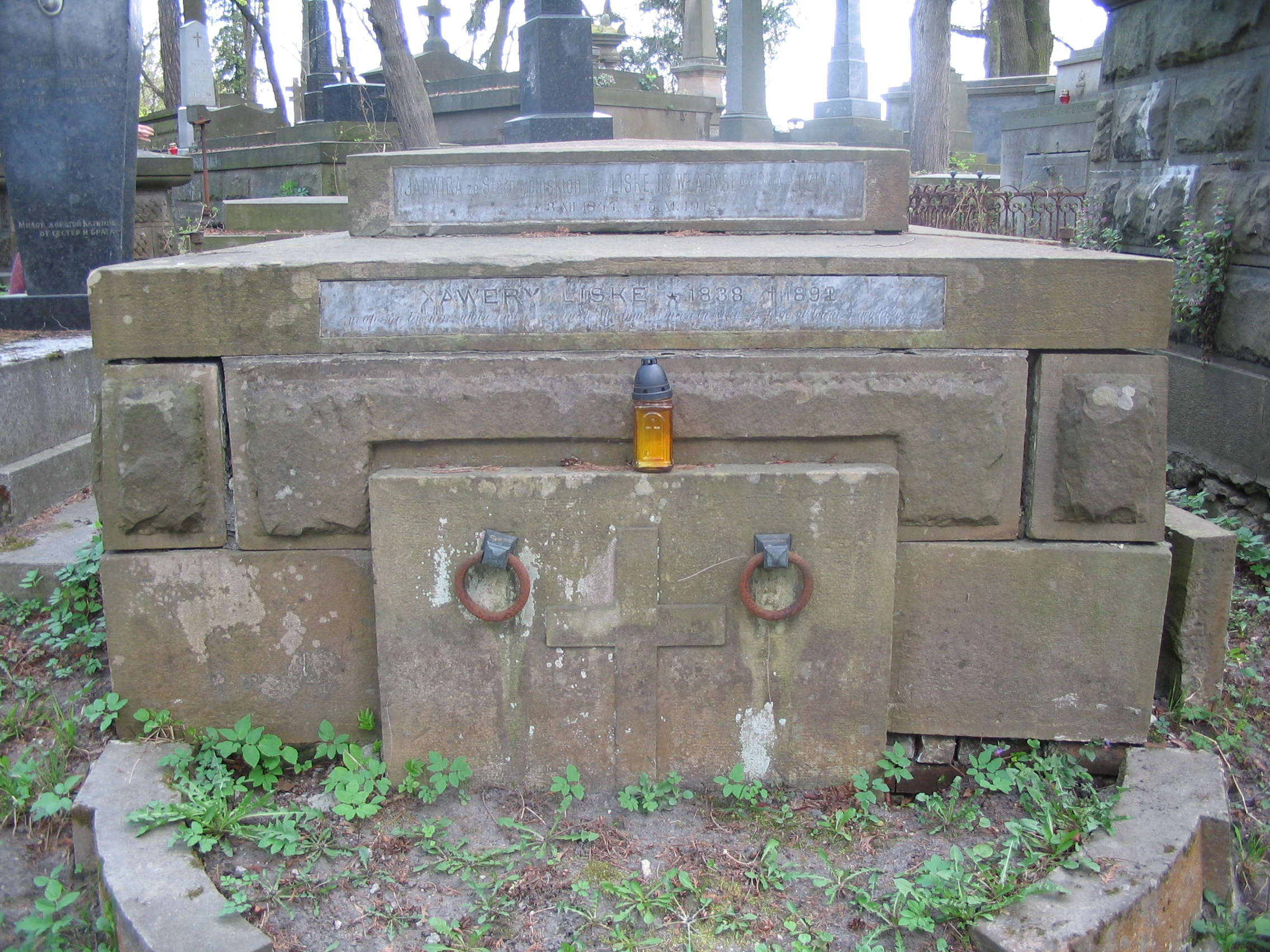
Grób Ksawerego Liske na Cmentarzu Łyczakowskim

Franciszek Ksawery Liske ps. „Poznańczyk”, „Renc” (ur. 18 października 1838 w Śląskowie, zm. 27 lutego 1891 we Lwowie) – polski historyk, twórca lwowskiej szkoły historycznej, założyciel oraz pierwszy prezes Polskiego Towarzystwa Historycznego (1886–1891).

## Życiorys
Był synem Adolfa (dzierżawca folwarku) i Cecylii Michalskiej. Uczył się w gimnazjum w Lesznie. Na uniwersytecie we Wrocławiu studiował historię, historię sztuki i filozofię. Jako student uczestniczył w działaniach konspiracyjnych inicjowanych przez ludzi Ludwika Mierosławskiego. Brał udział w powstaniu styczniowym (naczelnik cywilny województwa bydgoskiego). Uwięziony przez Prusaków, następnie służył w armii lecz opuścił ją z powodu słabego zdrowia. Po studiach w Berlinie i Lipsku został doktorem filozofii. W 1868 przybył do Lwowa.
Tutaj stał się wybitnym historykiem, profesorem Uniwersytetu Lwowskiego, założycielem Towarzystwa Historycznego i „Kwartalnika Historycznego”, wieloletnim dyrektorem Archiwum Krajowego Aktów Grodzkich i Ziemskich we Lwowie, prekursorem i organizatorem badań historycznych, cenionym wykładowcą i kierownikiem seminarium z historii powszechnej, na którym zapoznawał studentów z najnowszymi metodami badań, m.in. w zakresie dyplomatyki i paleografii, uczył odczytywać i poddawać krytycznemu rozbiorowi źródła średniowieczne.
Wydał tom II i następne od roku 1870 "Akt Grodzkich i Ziemskich" z fundacji hrabiego A. Stadnickiego.
Pod jego kierunkiem rozwijały się takie indywidualności jak: Oswald Balzer, Wiktor Czermak, Ludwik Finkel, Stanisław Lukas, Saturnin Kwiatkowski, Antoni Prochaska, Adam Szelągowski. Wraz z Ludwikiem Finklem, Szymonem Askenazym i Stanisławem Zakrzewskim należał do wielkich organizatorów nauki historycznej, twórców polskiej historiografii neoromantycznej, przeciwstawiającej się pesymizmowi Krakowskiej Szkoły Historycznej. Był członkiem Akademii Umiejętności.
Pochowany na Cmentarzu Łyczakowskim we Lwowie.

## Prace naukowe
- Marcin Kromer, biskup warmiński – dziejopis wieku XVI, Poznań 1869.
- Bolesław Chrobry i Otto III w Gnieźnie, Lwów 1869.
- Austria wobec trzeciego rozbioru Polski, Lwów 1870.
- Szczerbiec i złote wrota kijowskie, Kraków 1869.
- Konstytucja 3 maja i mocarstwa niemieckie, Lwów 1873.
- Cudzoziemcy w Polsce, Lwów 1876 wersja elektroniczna.
- Elekcja w Rzeszy r. 1519, Warszawa 1876.
- Filip Auril i jego pobyt w Polsce, Warszawa 1877.